# Sminthopsis butleri
Sminthopsis butleri — вид родини сумчастих хижаків, ендемік північної Австралії який має дуже обмежене поширення. Живе на островах Тіві (острови Батерст і Мелвілл), Північна територія за 20 км від узбережжя. Описаний за кількома зразками, зібраними в 1965—1966 рр. у Кімберлі, Західна Австралія. Наступні дослідження не змогло знайти вид в Кімберлі і його подальша присутність тут є невизначеною.

## Етимологія
Вид названий на честь д-ра Вільяма Генрі (Гаррі) Батлера (англ. William Henry (Harry) Butler, 1930 р.н.), який народився в Перті і вивчився на професію вчителя, але в 1963 році почав працювати в корпоративних і державних органах, як консультант з питань екології та колекціонер і провів велике дослідження тварин Західної Австралії. Він зібрав понад 2000 зразків ссавців, 14 з яких були новими для науки. Пристрасний захисник природи, він представив популярних телевізійних ABC серії «In the Wild», який почався в 1976 році. У 1979 отримав нагороду Австралієць Року, а в 2003 він був удостоєний звання почесного доктора наук в Університеті Едіт Коуен в Перті.

## Загрози та охорона
Через те, що цей вид зустрічається дуже рідко, немає впевненості щодо загрози для нього. Його рідкісність, однак, швидше за все спричинена різними загрозливими процесами. Екзотичні хижаки (коти і, можливо, собаки), пожежі, і руйнування й деградація довкілля — це найбільш можливі серйозні загрози. Включений в список зникаючих видів відповідно до австралійських законів. Не зустрічається в жодній природоохоронній зоні.